# Kumpelkari (ö i Nystadsregionen, lat 60,51, long 21,51)
Kumpelkari är en ö i Finland.   Den ligger i kommunen Tövsala i den ekonomiska regionen Nystadsregionen och landskapet Egentliga Finland, i den sydvästra delen av landet, 190 km väster om huvudstaden Helsingfors.